# Puduvri
Puduvri – bóstwo Księżyca u Indian Timbirów wzywane w celu ochrony roślin i zwierząt oraz urodzaju.